# Grand Prix automobile des États-Unis 2024
GP précédent GP suivant
Le Grand Prix automobile des États-Unis 2024 (Formula 1 Aramco United States Grand Prix 2024), disputé le 20 octobre 2024 sur le circuit des Amériques, est la 1120e épreuve du championnat du monde de Formule 1 courue depuis 1950. Il s'agit de la 48e édition du Grand Prix des États-Unis et de la quarantième comptant pour le championnat du monde de Formule 1. Ce douzième Grand Prix disputé sur ce circuit situé à Austin (Texas) est la dix-neuvième manche du championnat 2024. Il s'agit du quatrième weekend de Grand Prix de la saison comprenant l'organisation d'une course sprint.
Max Verstappen et sa Red Bull RB20 retrouvent leur superbe lors de la course sprint ; parti de la première place, le Néerlandais domine l'exercice de bout en bout sans jamais être inquiété. Carlos Sainz, particulièrement affûté, remonte du cinquième rang sur la grille grâce à des dépassements agressifs et s’adjuge la deuxième place en prenant le meilleur sur Lando Norris dans le dernier tour ; le Britannique, troisième, devance dans les points, Charles Leclerc, George Russell, Lewis Hamilton et les Haas de Kevin Magnussen et Nico Hülkenberg.
Plus tard, le samedi, Norris obtient une deuxième pole position consécutive, sa sixième de la saison et la septième de sa carrière, dès sa première tentative en Q3. Alors que Verstappen semble bien parti pour combler son retard de 31 millièmes de seconde lors de son second essai, Russell perd le contrôle de sa Mercedes et percute les barrières dans le dernier virage, provoquant un drapeau jaune, ruinant les espoirs du pilote Red Bull, qui part deuxième. Les Ferrari partagent la deuxième ligne, Sainz plus rapide que Leclerc, suivies par la Mclaren d'Oscar Piastri et Russell, alors qu'Hamilton est éliminé dès la première phase qualificative. Pierre Gasly hisse au septième rang son Alpine A524 à la livrée orangée, pour partir juste devant Fernando Alonso. La cinquième ligne est composée de Magnussen et Sergio Pérez dont le temps a été annulé pour être sorti des limites de la piste.
En s'infiltrant à l'intérieur du premier virage alors que Verstapppen emmène Norris hors de la piste, Leclerc prend les commandes d'une course qu'il remporte sans coup férir cinquante-six tours plus tard pour sa troisième victoire de l'année, la huitième de sa carrière. Avec Sainz, Ferrari fête son deuxième doublé de la saison, le quatre-vingt septième de son histoire. Le podium se joue sur tapis vert après un dépassement hors piste de Norris sur Verstappen à quatre tours de l'arrivée. Bien que ce soit le Néerlandais qui l'ait, à nouveau, emmené au large, le pilote McLaren est sanctionné de cinq secondes et doit rendre la troisième place à son rival ; ce dernier avec sa victoire en sprint et les quinze points pris en course, effectue un pas supplémentaire vers un quatrième titre mondial.
Profitant des « chamailleries » (dixit Frédéric Vasseur) entre Norris et Verstappen, Leclerc sort en tête du premier virage tandis que Sainz prend la troisième position en dépassant Norris. Le Monégasque se trouve déjà hors de portée de l'aileron arrière mobile du triple champion du monde à la fin du premier tour. Lors du premier relais, les Ferrari sont les plus rapides du plateau, ce qui permet à Sainz de réaliser un énorme undercut sur le Néerlandais pour lui ravir la deuxième place, entre son arrêt du vingt-et-unième tour et celui de Verstappen au vingt-cinquième. Leclerc caracole en tête avec plus de dix secondes d'avance quand il chausse ses pneus durs au tour suivant ; il laisse brièvement les commandes à Norris qui prolonge son relais pour disposer de pneus plus frais en fin de course face à Verstappen. Quand le Britannique stoppe enfin, au trente-et-unième tour, le doublé Ferrari est d'ores et déjà acté. Aux alentours de la quarantième boucle, Norris est revenu sur Verstappen qu'il attaque à plusieurs reprises mais le tenant du titre déploie une défense agressive. Au cinquante-deuxième passage, au bout de la longue ligne droite de retour, Norris profite de son aileron ouvert pour entrer dans le virage no 12 en tête par l'extérieur. Verstappen élargit sa trajectoire et emmène son rival avec lui hors piste ; Si Norris double Verstappen et prend la troisième position, il est ensuite pénalisé de cinq secondes pour cette action et rétrograde au quatrième rang ; il déclare : « Verstappen attaque en sortant de la piste et défend en sortant de la piste. »
Cinquième sur la grille, Piastri l'est aussi à l'arrivée, à l'issue d'une course où il n'a jamais pu viser mieux. De son côté, Russell surmonte un départ depuis la voie des stands et cinq secondes de pénalité purgées en course pour un dépassement hors-piste sur Valtteri Bottas pour achever sa remontée à la sixième place en dépassant Sergio Pérez dans l'avant-dernier tour. Huitième, Nico Hülkenberg devance les deux rookies, Liam Lawson sur sa Racing Bulls et Franco Colapinto sur sa Williams. Dans les points, le Néo-Zélandais et l'Argentin, quatorzième et seizième à la fin du premier tour, font mieux que leurs coéquipiers Yuki Tsunoda et Alexander Albon. Alors que Colapinto réalise le meilleur tour dans sa quarante-sixième boucle, Ocon, chaussé de pneus tendres, le lui subtilise à trois tours de la fin pour priver Williams d'un point supplémentaire dans le match des constructeurs. Six fois vainqueur du Grand Prix des États-Unis, Lewis Hamilton termine sa course dans les graviers après seulement un tour.  
Max Verstappen (354 points) fait une bonne opération au championnat par rapport à Lando Norris (297 points) puisqu'il porte son avance à 57 unités à cinq courses du terme. Charles Leclerc (275 points) se rapproche et consolide sa troisième place devant Oscar Piastri (247 points) et Carlos Sainz (215 points). Les pilotes Mercedes évoluent plus loin, Lewis Hamilton (177 points) et George Russell, septième (157 points) devançant Sergio Pérez (150 points). Suivent Fernando Alonso (62 points) et Nico Hülkenberg, dixième avec 29 points. Chez les constructeurs, le match reste indécis entre McLaren (544 points), Red Bull (504 points) et Ferrari (496 points) qui obtient son meilleur total en une course depuis l'introduction du sprint (55 unités) et se rapproche à huit points de Red Bull. Esseulée, Mercedes (344 points) occupe la quatrième place, loin devant devant Aston Martin (86 points), alors que Haas (38 points) progresse d'un rang en délogeant Racing Bulls (36 points) de la sixième place. Williams (16 points) et Alpine (13 points) occupent le fond du classement, devant Kick Sauber qui ne compte toujours aucun point en dix-neuf courses.

## Contexte avant la course

### Lawson remplace Ricciardo
|  |

Quelques jours après la dix-huitième manche, à Singapour, où il a réalisé le meilleur tour en fin d'épreuve, Racing Bulls se sépare de Daniel Ricciardo. L'Australien qui, depuis 2011, a disputé 257 Grands Prix et en a gagné huit, a vraisemblablement terminé sa carrière en Formule 1. Liam Lawson le remplace au volant de la VCARB 01 pour les six dernières courses du championnat. 
Le Néo-Zélandais, qui avait déjà remplacé Ricciardo lors de cinq courses en 2023, était au courant depuis plusieurs semaines ; il déclare au The New Zealand Herald : « Cela semble enfin réel, évidemment, je le savais depuis probablement deux semaines mais tant que ce n'est pas connu du monde entier, cela ne semble jamais vraiment gravé dans la pierre. Je ne pouvais le dire à personne. […] Singapour n'a certainement pas été un weekend agréable pour moi, simplement parce que nous savions tous ce qui allait arriver. »

### Annonce de la fin de l'activité de motoriste de Renault en Formule 1
En amont du Grand Prix des USA, Alpine F1 Team annonce la fin de l'activité de motoriste de Renault Sport, qui fait partie de l'histoire de l'écurie et de la Formule 1 depuis 1977 et l'introduction des moteurs turbocompressés. L'équipe française deviendra, en 2026, une écurie cliente et l'usine de Viry-Châtillon affectée à d'autres tâches,.

### Annonce de la fin de l'attribution du point pour le meilleur tour en course
Introduit en 2019 et récompensant le pilote ayant effectué le tour le plus rapide en course à condition de terminer dans les dix premiers, le point du meilleur tour en course va disparaitre à la fin de la saison. Le Conseil Mondial de la FIA annonce « avoir approuvé des changements mineurs pour les règlements sportifs et techniques 2024 et 2025, notamment la suppression du point attribué pour le tour le plus rapide,. »

## Pneus disponibles
| Pneus pour piste sèche | Pneus pour piste sèche | Pneus pour piste sèche | Pneus pluie    | Pneus pluie |
| ---------------------- | ---------------------- | ---------------------- | -------------- | ----------- |
| Durs (Type C2)         | Medium (Type C3)       | Tendres (Type C4)      | Intermédiaires | Pluie       |

## Essais libres et qualifications sprint

### Première séance d'essais libres, le vendredi de 12 h 30 à 13 h 30
| Pos. | Pilote           | Voiture             | Chrono         | Écart     |
| ---- | ---------------- | ------------------- | -------------- | --------- |
| 1    | Carlos Sainz Jr. | Ferrari             | 1 min 33 s 602 |           |
| 2    | Charles Leclerc  | Ferrari             | 1 min 33 s 623 | + 0 s 021 |
| 3    | Max Verstappen   | Red Bull-Honda RBPT | 1 min 33 s 855 | + 0 s 253 |
| 4    | Lando Norris     | McLaren-Mercedes    | 1 min 33 s 868 | + 0 s 266 |
| 5    | Oscar Piastri    | McLaren-Mercedes    | 1 min 33 s 908 | + 0 s 306 |
| 6    | Lewis Hamilton   | Mercedes            | 1 min 33 s 963 | + 0 s 361 |

### Qualifications pour le sprint, le vendredi de 16 h 30 à 17 h 14
| Pos. | Pilote           | Écurie                  | SQ1 (12 min)   | SQ2 (10 min)   | SQ3 (8 min)    |
| --- | ---------------- | ----------------------- | -------------- | -------------- | -------------- |
| 1 | Max Verstappen   | Red Bull-Honda RBPT     | 1 min 33 s 908 | 1 min 33 s 290 | 1 min 32 s 833 |
| 2 | George Russell   | Mercedes                | 1 min 34 s 125 | 1 min 33 s 544 | 1 min 32 s 845 |
| 3 | Charles Leclerc  | Ferrari                 | 1 min 33 s 647 | 1 min 33 s 292 | 1 min 33 s 059 |
| 4 | Lando Norris     | McLaren-Mercedes        | 1 min 33 s 919 | 1 min 33 s 566 | 1 min 33 s 083 |
| 5 | Carlos Sainz Jr. | Ferrari                 | 1 min 34 s 109 | 1 min 33 s 274 | 1 min 33 s 089 |
| 6 | Nico Hülkenberg  | Haas-Ferrari            | 1 min 34 s 825 | 1 min 33 s 994 | 1 min 33 s 183 |
| 7 | Lewis Hamilton   | Mercedes                | 1 min 33 s 840 | 1 min 33 s 370 | 1 min 33 s 378 |
| 8 | Kevin Magnussen  | Haas-Ferrari            | 1 min 34 s 403 | 1 min 33 s 788 | 1 min 33 s 398 |
| 9 | Yuki Tsunoda     | Racing Bulls-Honda RBPT | 1 min 34 s 646 | 1 min 34 s 052 | 1 min 33 s 802 |
| 10 | Franco Colapinto | Williams-Mercedes       | 1 min 34 s 606 | 1 min 33 s 952 | 1 min 34 s 406 |
| 11 | Sergio Pérez     | Red Bull-Honda RBPT     | 1 min 34 s 333 | 1 min 34 s 244 |                |
| 12 | Pierre Gasly     | Alpine-Renault          | 1 min 34 s 865 | 1 min 34 s 363 |                |
| 13 | Lance Stroll     | Aston Martin-Mercedes   | 1 min 34 s 324 | Pas de temps   |                |
| 14 | Fernando Alonso  | Aston Martin-Mercedes   | 1 min 34 s 436 | Pas de temps   |                |
| 15 | Liam Lawson      | Racing Bulls-Honda RBPT | 1 min 34 s 617 | Pas de temps   |                |
| 16 | Oscar Piastri    | McLaren-Mercedes        | 1 min 34 s 881 |                |                |
| 17 | Esteban Ocon     | Alpine-Renault          | 1 min 34 s 917 |                |                |
| 18 | Alexander Albon  | Williams-Mercedes       | 1 min 35 s 054 |                |                |
| 19 | Valtteri Bottas  | Kick Sauber-Ferrari     | 1 min 35 s 148 |                |                |
| 20 | Zhou Guanyu      | Kick Sauber-Ferrari     | 1 min 36 s 472 |                |                |
| Temps minimal à réaliser pour la qualification : 1 min 40 s 202 (107 % du meilleur temps en Q1 : 1 min 33 s 647) |                  |                         |                |                |                |

## Sprint et qualifications pour le Grand Prix

### Course sprint, le samedi  de 13 h à 14 h
| Pos. | no | Pilote           | Voiture                 | Tours | Temps/Abandon                     | Grille  | Points |
| ---- | -- | ---------------- | ----------------------- | ----- | --------------------------------- | ------- | ------ |
| 1    | 1  | Max Verstappen   | Red Bull-Honda RBPT     | 19    | 31 min 06 s 146 (201,455 km/h)    | 1       | 8      |
| 2    | 55 | Carlos Sainz Jr. | Ferrari                 | 19    | + 3 s 882                         | 5       | 7      |
| 3    | 4  | Lando Norris     | McLaren-Mercedes        | 19    | + 6 s 240                         | 4       | 6      |
| 4    | 16 | Charles Leclerc  | Ferrari                 | 19    | + 6 s 956                         | 3       | 5      |
| 5    | 63 | George Russell   | Mercedes                | 19    | + 15 s 766                        | 2       | 4      |
| 6    | 44 | Lewis Hamilton   | Mercedes                | 19    | + 18 s 724                        | 7       | 3      |
| 7    | 20 | Kevin Magnussen  | Haas-Ferrari            | 19    | + 25 s 161                        | 8       | 2      |
| 8    | 27 | Nico Hülkenberg  | Haas-Ferrari            | 19    | + 26 s 588                        | 6       | 1      |
| 9    | 11 | Sergio Pérez     | Red Bull-Honda RBPT     | 19    | + 29 s 950                        | 11      |        |
| 10   | 81 | Oscar Piastri    | McLaren-Mercedes        | 19    | + 37 s 059 (dont 5 s de pénalité) | 16      |        |
| 11   | 22 | Yuki Tsunoda     | Racing Bulls-Honda RBPT | 19    | + 39 s 363                        | 9       |        |
| 12   | 43 | Franco Colapinto | Williams-Mercedes       | 19    | + 39 s 460                        | 10      |        |
| 13   | 18 | Lance Stroll     | Aston Martin-Mercedes   | 19    | + 41 s 236                        | 13      |        |
| 14   | 10 | Pierre Gasly     | Alpine-Renault          | 19    | + 41 s 995                        | 12      |        |
| 15   | 31 | Esteban Ocon     | Alpine-Renault          | 19    | + 42 s 804                        | 17      |        |
| 16   | 30 | Liam Lawson      | Racing Bulls-Honda RBPT | 19    | + 44 s 008                        | 15      |        |
| 17   | 23 | Alexander Albon  | Williams-Mercedes       | 19    | + 44 s 564                        | Pitlane |        |
| 18   | 14 | Fernando Alonso  | Aston Martin-Mercedes   | 19    | + 46 s 807                        | 14      |        |
| 19   | 24 | Zhou Guanyu      | Kick Sauber-Ferrari     | 19    | + 52 s 842                        | 18      |        |
| 20   | 77 | Valtteri Bottas  | Kick Sauber-Ferrari     | 19    | + 54 s 476                        | 18      |        |

### Qualifications, le samedi de 17 h à 18 h
| Pos. | Pilote           | Écurie                  | Qualifications 1 | Qualifications 2 | Qualifications 3 |
| --- | ---------------- | ----------------------- | ---------------- | ---------------- | ---------------- |
| 1 | Lando Norris     | McLaren-Mercedes        | 1 min 33 s 616   | 1 min 32 s 851   | 1 min 32 s 330   |
| 2 | Max Verstappen   | Red Bull-Honda RBPT     | 1 min 33 s 046   | 1 min 32 s 584   | 1 min 32 s 361   |
| 3 | Carlos Sainz Jr. | Ferrari                 | 1 min 33 s 556   | 1 min 32 s 836   | 1 min 32 s 652   |
| 4 | Charles Leclerc  | Ferrari                 | 1 min 33 s 241   | 1 min 32 s 962   | 1 min 32 s 740   |
| 5 | Oscar Piastri    | McLaren-Mercedes        | 1 min 33 s 864   | 1 min 33 s 057   | 1 min 32 s 950   |
| 6 | George Russell   | Mercedes                | 1 min 33 s 536   | 1 min 33 s 142   | 1 min 32 s 974   |
| 7 | Pierre Gasly     | Alpine-Renault          | 1 min 33 s 550   | 1 min 33 s 162   | 1 min 33 s 018   |
| 8 | Fernando Alonso  | Aston Martin-Mercedes   | 1 min 33 s 973   | 1 min 33 s 429   | 1 min 33 s 309   |
| 9 | Kevin Magnussen  | Haas-Ferrari            | 1 min 33 s 564   | 1 min 33 s 474   | 1 min 33 s 481   |
| 10 | Sergio Pérez     | Red Bull-Honda RBPT     | 1 min 33 s 611   | 1 min 33 s 020   | Pas de temps     |
| 11 | Yuki Tsunoda     | Racing Bulls-Honda RBPT | 1 min 33 s 795   | 1 min 33 s 506   |                  |
| 12 | Nico Hülkenberg  | Haas-Ferrari            | 1 min 33 s 601   | 1 min 33 s 544   |                  |
| 13 | Esteban Ocon     | Alpine-Renault          | 1 min 33 s 986   | 1 min 33 s 597   |                  |
| 14 | Lance Stroll     | Aston Martin-Mercedes   | 1 min 34 s 033   | 1 min 33 s 759   |                  |
| 15 | Liam Lawson      | Racing Bulls-Honda RBPT | 1 min 33 s 339   | Pas de temps     |                  |
| 16 | Alexander Albon  | Williams-Mercedes       | 1 min 34 s 051   |                  |                  |
| 17 | Franco Colapinto | Williams-Mercedes       | 1 min 34 s 062   |                  |                  |
| 18 | Valtteri Bottas  | Kick Sauber-Ferrari     | 1 min 34 s 152   |                  |                  |
| 19 | Lewis Hamilton   | Mercedes                | 1 min 34 s 154   |                  |                  |
| 20 | Zhou Guanyu      | Kick Sauber-Ferrari     | 1 min 34 s 228   |                  |                  |
| Temps minimal à réaliser pour la qualification : 1 min 39 s 559 (107 % du meilleur temps en Q1 : 1 min 33 s 046) |                  |                         |                  |                  |                  |

### Grille de départ
- Liam Lawson, auteur du quinzième temps, reçoit soixante places de pénalité pour le changement complet hors-quota de son unité de puissance. Au delà de quinze places de pénalité, le pilote sanctionné doit prendre le départ derrière tout autre pilote classé ; Lawson s'élance donc dernier[19] ;
- Zhou Guanyu, auteur du vingtième et dernier temps, reçoit cinq places de pénalité pour le changement hors-quota d'éléments moteur. Du fait de la pénalisation de Lawson, il s'élance dix-neuvième[20];
- George Russell, auteur du sixième temps, est pénalisé d'un départ depuis la voie des stands après que la règle du parc fermé a été rompue par Mercedes pour changer des pièces et réparer sa voiture abimée lors de son accident en qualifications[21].

## Course

### Classement de la course
| Pos. | no | Pilote           | Écurie                  | Tours | Temps/Abandon                                       | Grille  | Points |
| ---- | -- | ---------------- | ----------------------- | ----- | --------------------------------------------------- | ------- | ------ |
| 1    | 16 | Charles Leclerc  | Ferrari                 | 56    | 1 h 35 min 16 s 745 (194,453 km/h)                  | 4       | 25     |
| 2    | 55 | Carlos Sainz Jr. | Ferrari                 | 56    | + 8 s 562                                           | 3       | 18     |
| 3    | 1  | Max Verstappen   | Red Bull-Honda RBPT     | 56    | + 19 s 412                                          | 2       | 15     |
| 4    | 4  | Lando Norris     | McLaren-Mercedes        | 56    | + 20 s 354 (dont 5 s de pénalité)                   | 1       | 12     |
| 5    | 81 | Oscar Piastri    | McLaren-Mercedes        | 56    | + 21 s 921                                          | 5       | 10     |
| 6    | 63 | George Russell   | Mercedes                | 56    | + 56 s 295 (dont 5 s de pénalité purgées en course) | Pitlane | 8      |
| 7    | 11 | Sergio Pérez     | Red Bull-Honda RBPT     | 56    | + 59 s 072                                          | 9       | 6      |
| 8    | 27 | Nico Hülkenberg  | Haas-Ferrari            | 56    | + 1 min 02 s 957                                    | 11      | 4      |
| 9    | 40 | Liam Lawson      | Racing Bulls-Honda RBPT | 56    | + 1 min 10 s 563                                    | 19      | 2      |
| 10   | 43 | Franco Colapinto | Williams-Mercedes       | 56    | + 1 min 11 s 979                                    | 16      | 1      |
| 11   | 20 | Kevin Magnussen  | Haas-Ferrari            | 56    | + 1 min 19 s 782                                    | 8       |        |
| 12   | 10 | Pierre Gasly     | Alpine-Renault          | 56    | + 1 min 30 s 558 (dont 5 s de pénalité)             | 6       |        |
| 13   | 14 | Fernando Alonso  | Aston Martin-Mercedes   | 55    | + 1 tour                                            | 7       |        |
| 14   | 22 | Yuki Tsunoda     | Racing Bulls-Honda RBPT | 55    | + 1 tour (dont 5 s de pénalité)                     | 10      |        |
| 15   | 18 | Lance Stroll     | Aston Martin-Mercedes   | 55    | + 1 tour                                            | 13      |        |
| 16   | 23 | Alexander Albon  | Williams-Mercedes       | 55    | + 1 tour                                            | 14      |        |
| 17   | 77 | Valtteri Bottas  | Kick Sauber-Ferrari     | 55    | + 1 tour                                            | 15      |        |
| 18   | 31 | Esteban Ocon     | Alpine-Renault          | 55    | + 1 tour                                            | 12      |        |
| 19   | 24 | Zhou Guanyu      | Kick Sauber-Ferrari     | 55    | + 1 tour                                            | 18      |        |
| Abd. | 44 | Lewis Hamilton   | Mercedes                | 2     | Sortie de piste                                     | 17      |        |

### Pole position et record du tour
- Pole position :  Lando Norris (McLaren-Mercedes) en 1 min 32 s 330 (214,955 km/h)[23].
- Meilleur tour en course :  Esteban Ocon (Alpine-Renault) en  1 min 37 s 330 (203,912 km/h) au cinquante-troisième tour ; dix-huitième de la course, il ne peut prétendre au point bonus associé[24].

### Tours en tête
- Charles Leclerc (Ferrari) : 51 tours (1-26 / 32-56)[25] ;
- Lando Norris (McLaren-Mercedes) : 5 tours (27-31).

## Classements généraux à l'issue de la course
| Pos. | Pilote           | Écurie                  | Points |
| ---- | ---------------- | ----------------------- | ------ |
| 1    | Max Verstappen   | Red Bull-Honda RBPT     | 354    |
| 2    | Lando Norris     | McLaren-Mercedes        | 297    |
| 3    | Charles Leclerc  | Ferrari                 | 275    |
| 4    | Oscar Piastri    | McLaren-Mercedes        | 247    |
| 5    | Carlos Sainz Jr. | Ferrari                 | 215    |
| 6    | Lewis Hamilton   | Mercedes                | 177    |
| 7    | George Russell   | Mercedes                | 167    |
| 8    | Sergio Pérez     | Red Bull-Honda RBPT     | 150    |
| 9    | Fernando Alonso  | Aston Martin-Mercedes   | 62     |
| 10   | Nico Hülkenberg  | Haas-Ferrari            | 29     |
| 11   | Lance Stroll     | Aston Martin-Mercedes   | 24     |
| 12   | Yuki Tsunoda     | Racing Bulls-Honda RBPT | 22     |
| 13   | Alexander Albon  | Williams-Mercedes       | 12     |
| 14   | Daniel Ricciardo | Racing Bulls-Honda RBPT | 12     |
| 15   | Kevin Magnussen  | Haas-Ferrari            | 8      |
| 16   | Pierre Gasly     | Alpine-Renault          | 8      |
| 17   | Oliver Bearman   | Ferrari                 | 7      |
| 18   | Franco Colapinto | Williams-Mercedes       | 5      |
| 19   | Esteban Ocon     | Alpine-Renault          | 5      |
| 20   | Liam Lawson      | Racing Bulls-Honda RBPT | 2      |

| Pos. | Écurie                  | Points |
| ---- | ----------------------- | ------ |
| 1    | McLaren-Mercedes        | 544    |
| 2    | Red Bull-Honda RBPT     | 504    |
| 3    | Ferrari                 | 496    |
| 4    | Mercedes                | 344    |
| 5    | Aston Martin-Mercedes   | 86     |
| 6    | Haas-Ferrari            | 38     |
| 7    | Racing Bulls-Honda RBPT | 36     |
| 8    | Williams-Mercedes       | 17     |
| 9    | Alpine-Renault          | 13     |

## Statistiques
Le Grand Prix des États-Unis 2024 représente :
- la 7e pole position de Lando Norris, sa sixième de la saison[27] ;
- la 8e victoire de Charles Leclerc, sa troisième de la saison [28] ;
- la 247e victoire pour Ferrari en tant que constructeur[29] ;
- la 248e victoire pour Ferrari en tant que motoriste[30] ;
- le 87e doublé de Ferrari, le deuxième de la saison après le Grand Prix d'Australie et la victoire de Sainz devant Leclerc[31] ;
- le 100e Grand Prix d'Alexander Albon[32] ;
- le 1er meilleur tour en course d'Esteban Ocon[33] ;
- le 1er meilleur tour en course d'Alpine F1 Team sous cette dénomination[34].

Au cours de ce Grand Prix :
- Charles Leclerc est élu « pilote du jour » à l'issue d'un vote organisé sur le site officiel de la Formule 1[35] ;
- Derek Warwick (146 départs en Grands Prix entre 1981 et 1993, quatre podiums, 71 points inscrits) est nommé conseiller par la FIA pour aider dans leurs jugements le groupe des commissaires de course[36].